# هولتون (مکان مختص سرشماری)، مین
هوولتون (به انگلیسی: Houlton) شهری در ایالت مین کشور ایالات متحده آمریکا است که جمعیت آن در سرشماری سال ۲۰۱۰ میلادی، ۴٬۸۵۶ نفر بوده‌است.